# Мартін Мігель де Гуемес
Марті́н Міге́ль де Гуе́мес (ісп. Martín Miguel de Güemes, 8 лютого 1785, Сальта — 17 червня 1821, провінція Сальта) — воєначальник і відомий каудильйо, який захищав північно-західну Аргентину від армії іспанських роялістів під час Війни за незалежність Аргентини.

## Біографія
Гуемес народився в Сальті в заможній родині. Його батько, Габріель де Гуемес Монтеро, народився в Сантандері, в іспанській провінції Кантабрія, був освіченою людиною і служив королівським скарбником іспанської корони. Він подбав про те, щоб його син здобув хорошу освіту з приватними вчителями, які навчали його філософським і науковим знанням свого часу. Його матір'ю була Марія Магдалена де Гоєчеа-і-ла-Корте, іспансько-португальського походження, народжена в Жужуї.
Його відправили на навчання до Королівського коледжу Сан-Карлос у Буенос-Айресі. У віці 23 років він почав свою військову кар'єру та взяв участь в обороні Буенос-Айреса під час британського вторгнення на Ріо-де-ла-Плату, де Гуемес став відомим, коли разом зі своїми кавалеристами атакував і захопив озброєне британське торгове судно Justine, яке пришвартувалося на мілководді. Після формування першої місцевої урядової хунти під час Травневої революції 1810 року він приєднався до армії, призначеної для боротьби з іспанськими військами у Верхньому Перу, які перемогли в битві при Суїпачі (на території сучасної Болівії). Потім він повернувся в Буенос-Айрес і взяв участь в облозі Монтевідео.
Гуемес повернувся до Сальти в 1815 році і організував опір проти роялістів (сил, лояльних до Іспанії), використовуючи місцевих гаучо, навчених партизанській тактиці. Він був призначений губернатором провінції Сальта, а в листопаді того ж року генерал Хосе Рондо, призначений лідером кампанії в Перу замість Хосе де Сан-Мартіна, зазнав поразки та спробував відібрати зброю у гаучо Сальти. Гуемес відмовився, і верховний директор провінцій Ріо-де-ла-Плата Ігнасіо Альварес Томас послав війська на допомогу Рондо. Врешті-решт було досягнуто домовленості, за якою Гуемес продовжував очолювати свої сили і допомагав арміям, надісланим з Буенос-Айреса.
Кілька днів потому новому верховному директору Хуану Мартіну де Пуейрредону довелося усунути підозри щодо здібностей Гуемеса, вирушивши до Сальти, і він був настільки задоволений тим, що побачив, що підвищив Ґуемеса до майор-полковника. Генерали Хосе де Сан-Мартін і Мануель Бельграно також підтримали Гуемеса. У листі генерала-рояліста Хоакіна де ла Песуели до віцекороля Перу пояснювалося, що армія Гуемеса веде «майже безкарно повільну, але виснажливу та шкідливу війну».
На початку 1817 року роялістський маршал Хосе де ла Серна вдерся в провінцію Сальта зі великою кількістю досвідчених солдатів. Гуемес організував народну армію і 1 березня повернув під контроль Умауаку. Роялістська армія чисельністю 5400 чоловік із щойно прибулими підкріпленнями була зустрінута відступом на випаленій землі та безперервними атаками партизанів. Де-ла-Серна прибув до Сальти 16 квітня, але населення чинило опір. Зіткнувшись із сутичками, падінням морального духу та новинами про перемогу Сан-Мартіна в битві при Чакабуко, роялістські війська відступили на північ.

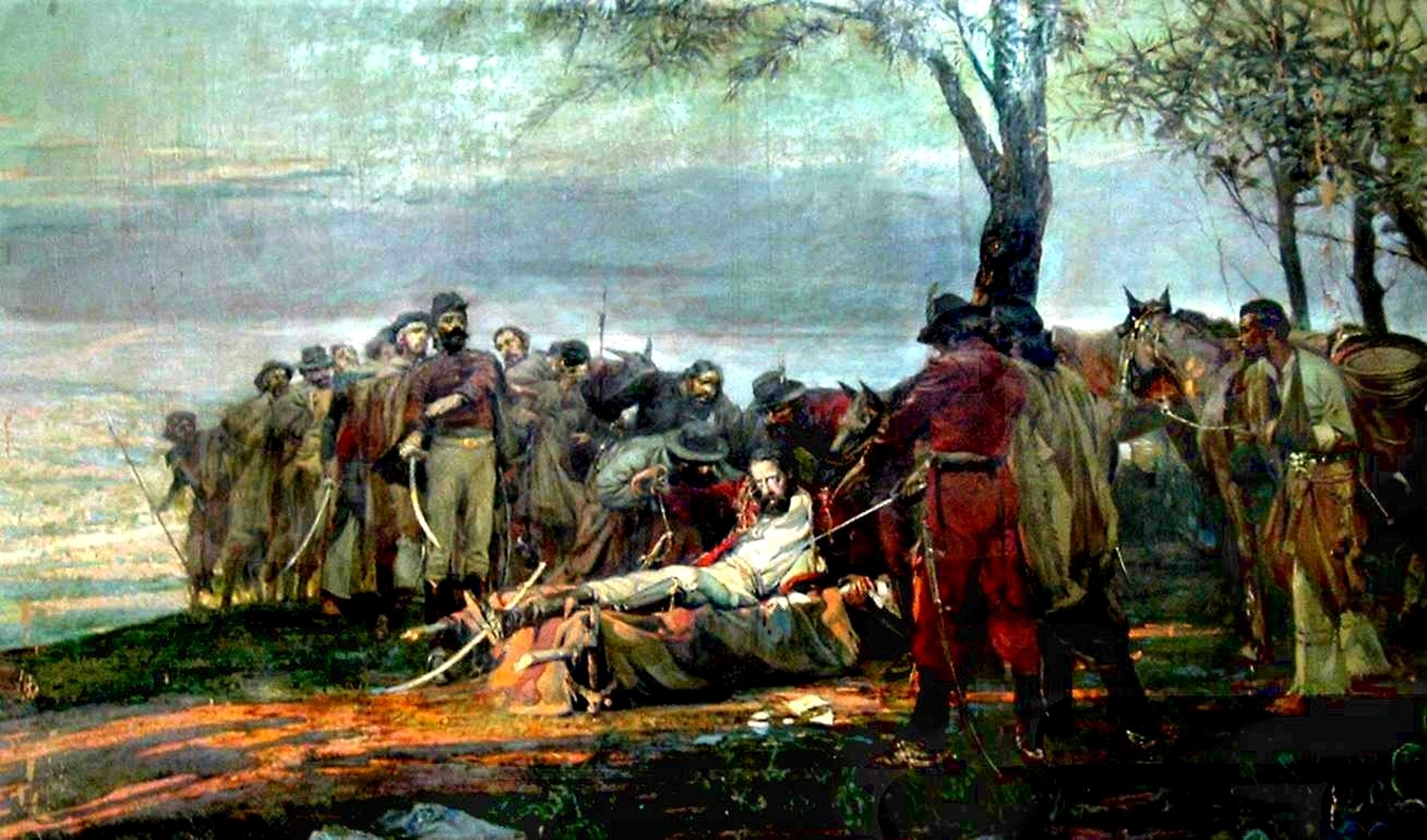
Смерть Гуемеса (Антоніо Аліса, 1910)

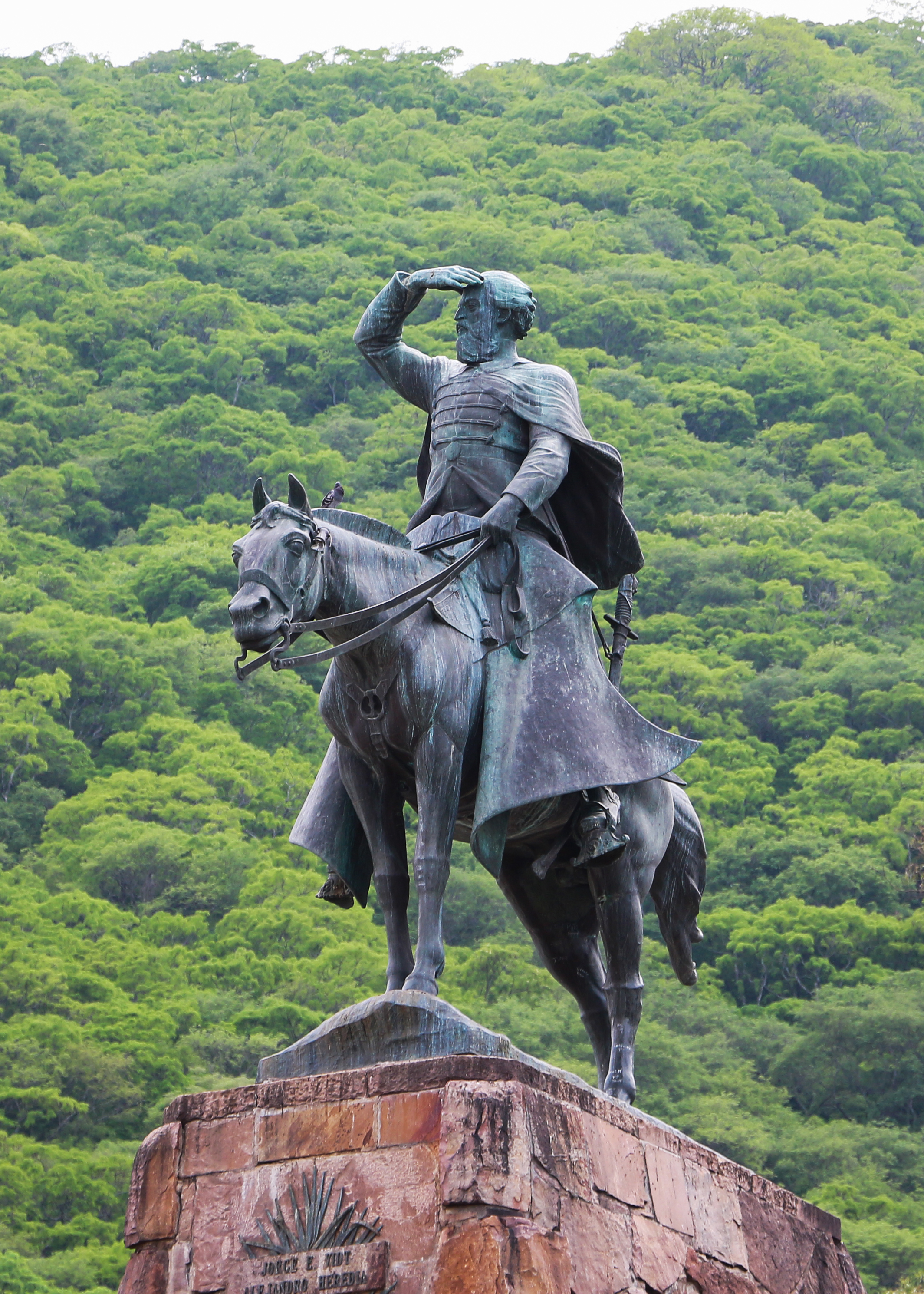
Статуя Мартіна Мігеля де Гуемеса в Сальті

Потім Гуемеса лишили напризволяще, оскільки Сан-Мартін був змушений залишитися в Чилі на три роки, а Бельграно був відкликаний до провінції Санта-Фе для боротьби з федералістськими прихильниками Хосе Хервасіо Артігаса від імені централістського уряду Буенос-Айреса, який тепер очолював Хосе Рондо. У березні 1819 року нова роялістська армія вдерлася на північний захід Аргентини. Гуемес не отримав підкріплення і вдався до вимагання грошей силою у землевласників вищого класу Сальти. У лютому 1820 року чергова хвиля іспанських військ вторглася в Сан-Сальвадор-де-Жужуй і Сальту, але зрештою була відбита.
1820 рік став переломним моментом тривалої громадянської війни в Аргентині, коли провінції воювали між собою та з Буенос-Айресом після падіння центрального уряду при битві при Сепеді. Гуемес опинився з ворогами на двох фронтах: роялістські війська на півночі та Бернабе Араос, губернатор Тукумана, на півдні. Араос уклав союз із багатими землевласниками Сальти, які виступали проти Гуемеса, і розгромив його 3 квітня 1821 року. Кабільдо із Сальти, в якому домінували консерватори, усунув Гуемеса з посади губернатора. Його гаучо повернули владу в травні. Однак невдовзі полковник Хосе Марія Вальдес, іспанський полководець на службі в роялістській армії, скористався своїм знанням місцевості, пообіцяв землевласникам поважати їхню власність і за їх підтримки знову зайняв Сальту 7 червня. Гуемес втік з міста, але був застрелений у спину. Він зумів дістатися до свого табору в Чамікалі, віддав останні накази своїй армії та помер від ран 17 червня. Його люди відбили Сальту у роялістів, цього разу остаточно, 22 липня.

## У масовій культурі
Дія фільму 1942 року «Війна гаучо» розгортається під час війн, у яких брав участь Гуемес.